# Mette Vestergaard
Mette Vestergaard Brandt (* 27. November 1975 in Tåstrup; geborene Mette Vestergaard Larsen) ist eine ehemalige dänische Handballspielerin.

## Karriere
Vestergaard spielte zwischen 1992 und 1994 für Rødovre HK und lief anschließend für FIF in der höchsten dänischen Spielklasse auf. Ab 2002 lief Vestergaard für FCK Håndbold auf, der die Liga-Lizenz von FIF übernommen hatte. 2006 beendete die Rückraumspielerin ihre Profikarriere und war anschließend im Amateurbereich von Lyngby HK aktiv. Ab dem Jahr 2009 lief die Linkshänderin für die 1. Damenmannschaft von Lyngby auf, die in der zweithöchsten dänischen Spielklasse antraten. Ab 2011 war sie zusätzlich als Assistenttrainerin in Lyngby tätig. Nach der Saison 2012/13 verließ Vestergaard den Verein und beendete ihre Karriere.
Vestergaard gehörte ab 1995 dem Kader der dänischen Nationalmannschaft an. Mit Dänemark gewann sie 2000 und 2004 die Goldmedaille bei den Olympischen Spielen sowie die Europameisterschaft 1996 und 2002.
Zwischen 2014 und 2017 trainierte Vestergaard eine Jugendmannschaft bei HIK Håndbold. Zwischen 2015 und 2020 war sie als Teammanagerin der dänischen Frauen-Nationalmannschaft tätig. Im Juni 2025 wurde Vestergaard zur stellvertretende Vorsitzende des dänischen Handballverbandes gewählt.

### Erfolge
- Goldmedaille bei den Olympischen Spielen 2000, 2004
- Europameister 1996, 2002
- Vize-Europameister 1998

### Auszeichnungen
- Allstar-Team 2001 (WM)[1]
- Torschützenkönigin der Damehåndboldligaen 2000/01[6]

## Privates
Mette Vestergaard ist seit 2005 mit dem Dänen Lars Brandt verheiratet.